# James Graham, 8.º Duque de Montrose
James Graham, 8.º Duque de Montrose (Rodésia do Sul, 6 de abril de 1935), conhecido como Conde de Kincardine até 1954 e Marquês de Graham entre 1954 e 1992, é um par hereditário do Pariato da Escócia e um político do Partido Conservador britânico.

## Infância e educação
O duque nasceu na Rodésia do Sul, onde seu pai, então Marquês de Graham, estava estabelecendo uma fazenda. Depois, ele passou a morar na Escócia e frequentou um internato, primeiro em Aberdeenshire e depois na Loretto School, perto de Edimburgo.

## Carreira política
O Duque é considerado um conservador e assumiu seu assento na Câmara dos Lordes com a morte de seu pai em 1992. Ele é um dos quatro duques a reentrar na Câmara (dos 24 duques não reais elegíveis) após a House of Lords Act 1999, tendo sido um dos 90 pares escolhidos ou eleitos pelos demais em exercício. Os outros duques na câmara alta entre eles são o Duque de Somerset, que venceu uma eleição suplementar em dezembro de 2014, o Duque de Wellington, que venceu uma eleição suplementar em setembro de 2015, e o Duque de Norfolk que, como Conde Marechal e um dos Grandes Oficiais de Estado, não precisa se candidatar.
O Duque de Montrose era um ministro do Gabinete Sombra da Escócia antes das eleições gerais de 2010. Ele também passou algum tempo na China promovendo energia renovável e medidas ambientais, e é fluente em mandarim.

## Casamento e descendência
Em 31 de janeiro de 1970, como Marquês de Graham, casou-se com Catherine Elizabeth MacDonell Young (falecida em 29 de outubro de 2014), do Canadá. Eles têm três filhos:
- Lady Hermione Elizabeth Graham (n. 1971), casada em 1998 com Christopher John Thornhill e tem um casal de gêmeos.
- James Alexander Norman Graham, Marquês de Graham (n. 1973), casou-se em 2004 com Cecilia Manfredi, sem descendência
- Lord Ronald John Christopher Graham (n. 1975), casou-se em 24 de setembro de 2016 com Florence Mary Arbuthnott, em Kidderminster, Worcestershire, Inglaterra. Ele é advogado em um escritório na Inglaterra e tem dois filhos.[2]

## Títulos e estilo
- 6 de abril de 1935 - 20 de janeiro de 1954: O Muito Honorável Conde de Kincardine
- 20 de janeiro de 1954 - 10 de fevereiro de 1992: O Mais Honorável Marquês de Graham
- 10 de fevereiro de 1992 - presente: Sua Graça, o Duque de Montrose